# آپوکالیپتو
آپوکالیپتو (به انگلیسی: Apocalypto) به فارسی آخرالزمان یا مکاشفه یک فیلم اکشن، ماجراجویی، درام تاریخی و حماسی آمریکایی محصول سال ۲۰۰۶ به تهیه‌کنندگی و کارگردانی مل گیبسون است که فیلمنامه آن را با فرهاد صفی‌نیا نوشته است. در این فیلم بازیگرانی از بازیگران بومی و مکزیکی متشکل از رودی یانگبلاد، رائول تروهی‌هو، مایرا سربولو، دالیا هرناندز، جراردو تاراسنا، جاناتان بروئر، رودولفو پالاسیوس، برناردو رویز خوارز، آمل رودریگو مندوزا، ریکاردو دیازتراس، و ریکاردو دیازتراس حضور دارند. آپوکالیپتو که در یوکاتان در حدود سال ۱۵۱۷ می‌گذرد، سفر قهرمان مرد جوانی به نام جگوار پاو، یک شکارچی متأخر آمریکای میانه و هم قبیله‌هایش را به تصویر می‌کشد که توسط یک نیروی مهاجم دستگیر می‌شوند. پس از ویرانی روستایشان، آنها در زمانی که تمدن مایا رو به زوال است، به سفری خطرناک به شهر مایاها برای قربانی‌کردن انسان آورده می‌شوند.
فیلمبرداری اصلی از ۲۱ نوامبر ۲۰۰۵ تا ژوئیه ۲۰۰۶ در مکزیک انجام شد. همه افراد بومی که در فیلم به تصویر کشیده شده‌اند مایا بودند. علاوه بر این، تمام گفتگوها به تقریب مدرن از زبان باستانی محیط است و زبان بومی مایایی یوکاتانی با زیرنویس‌هایی صحبت می‌شود که گاهی به این زبان به عنوان مایا اشاره می‌کنند. این فیلم توسط والت دیزنی در آمریکای شمالی و آیکون پروداکشنز در بریتانیا و استرالیا توزیع شد. این فیلم در باکس آفیس موفق بود و بیش از ۱۲۰ میلیون دلار در سرتاسر جهان فروخت و بازخوردهای کلی مثبتی دریافت کرد و منتقدان کارگردانی گیبسون، فیلمبرداری دین سملر و بازی بازیگران را ستودند، هرچند نمایش تمدن مایا و نادرستی‌های تاریخی مورد انتقاد قرار گرفت.

## داستان
سربازان یک تمدّنِ مهاجم، به روستاها و نواحیِ مجاور، وحشیانه حمله می‌برند و پس از ویرانگری و غارت و کشتار ساکنان، باقیماندهٔ زنان را به اسارت و بردگی گرفته و مردانِ اسیر را به قُربانگاه می‌برند. اما در یکی از این حملات…
فیلم روایت‌گر انقراض تمدن مایا است و به زبان غیر انگلیسی ساخته شده است. کیفیت پوشش و زندگی مردم مایا به سبک انسان‌های اولیه به تصویر کشیده شده است و توحش مردم و بیگانگی فیلم از مظاهر مدرنیته گواه بر این مدعاست.

## بازخوردها
- در وب‌سایت جمع‌آوری نقد راتن تومیتوز این فیلم بر اساس ۲۰۲ نقد، با میانگین امتیاز ۶٫۴ از ۱۰، دارای ۶۵ درصد محبوبیت است. اجماع انتقادی این سایت می‌گوید: «این فیلم یک فیلمبرداری درخشان دارد، اگر بی‌رحمانه خونین است ولی بررسی تمدن زمانی بزرگ را نشان می‌دهد.»[۵][۶]
- تماشاگران در نظرسنجی سینماسکور به فیلم نمره متوسط «B+» در مقیاس A+ تا F دادند.[۷]
- در متاکریتیک، فیلم بر اساس ۳۷ منتقد، میانگین وزنی امتیاز ۶۸ از ۱۰۰ را دارد که نشان‌دهنده «بررسی‌های عموماً مطلوب» است.